# Kanuti National Wildlife Refuge
Das Kanuti National Wildlife Refuge ist ein 5788 km² großes Schutzgebiet im National Wildlife Refuge System der Vereinigten Staaten. Es liegt im Interior von Alaska und beinhaltet große Teile der Einzugsgebiete von Koyukuk und Kanuti River am Polarkreis westlich des Dalton Highway.
Das Refuge wurde 1980 im Rahmen des Alaska National Interest Lands Conservation Acts gegründet und untersteht der Verwaltung des United States Fish and Wildlife Services. Es wird von der Weltnaturschutzunion in der Kategorie IV (Biotop- und Artenschutzgebiet) geführt.
Nördlich des Schutzgebiets liegen die Siedlungen Bettles und Evansville, westlich Alatna und Allakaket.

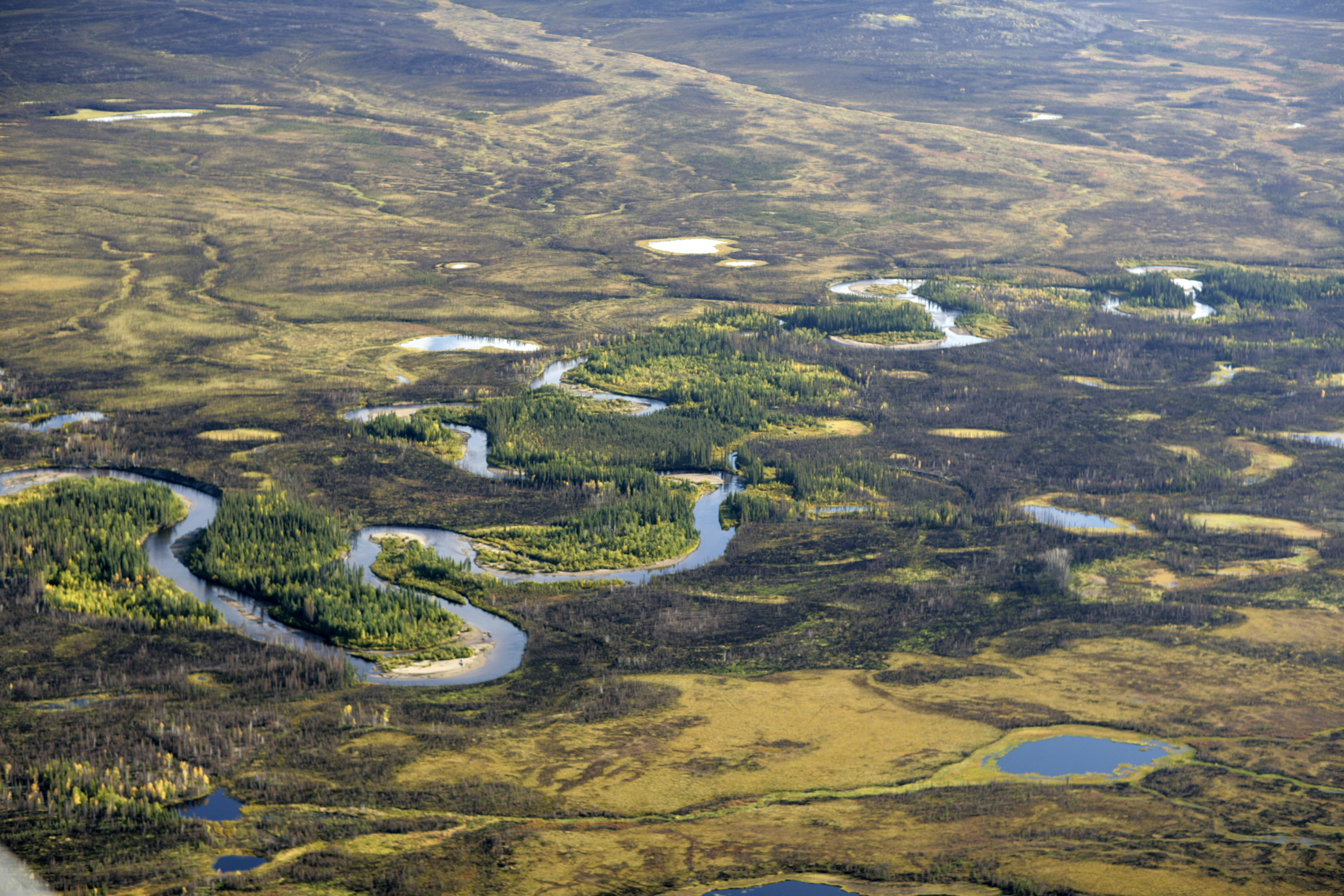
Von Buschfeuern verbrannte Flächen am Bonanza Creek

Das Wetter in der Region des Refuges ist geprägt durch kurze, heiße Sommer mit Gewittern und Blitzeinschlägen, die häufig Brände auslösen. Diese Feuer halten einen Zyklus aus Zerstörung und Regeneration aufrecht, der die vielfältigen Lebensräume im Schutzgebiet ermöglicht.
Die Feuchtgebiete und Seen an den Flüssen bilden Wasservogel-Brutgebiete, in denen etwa 130 Vogelarten saisonal oder ganzjährig leben.
Der boreale Nadelwald mit Weiß- und Schwarz-Fichten sowie vereinzelten Birken und Pappeln bietet unter anderem Elchen, Wölfen, Luchsen, Vielfraßen, Schwarz- und Braunbären einen Lebensraum. Zwei der großen Karibuherden Alaskas, die Western-Arctic- und die Ray-Mountain-Herde, durchstreifen das Gebiet des Schutzgebiets.